# Philippe Christophe Hallez
Pour les articles homonymes, voir Hallez.
Philippe Christophe Hallez, né le 30 avril 1778 à Haguenau en Alsace, et mort le 18 novembre 1844 à Andlau dans le Bas-Rhin, est un militaire et homme politique français du XIXe siècle.

## Biographie
Fils de François Xavier Hallez, notaire, et de Marie Ursulle Goettler, Philippe entra dans la carrière des armes et sert successivement au 13e régiment de dragons et au 4e régiment de hussards. Il se distingue comme officier de cavalerie dans la campagne de Suisse.
Blessé, il est attaché à l'Intendant général Daru en qualité d'inspecteur général des services de la Grande Armée pendant les campagnes de Prusse (1806), campagnes de Pologne (1807), d'Allemagne et d'Autriche (1809).
Marié depuis 1811 à la fille du général-comte Claparède, il reçut, le 21 février 1814, en récompense de ses services, le titre de baron de l'Empire.
Après 1830, on le trouve général de brigade de la Garde nationale de Paris.
Propriétaire à Andlau, il est, le 4 novembre 1837, élu député du 5e collège du Bas-Rhin (arrondissement de Sélestat), par 151 voix sur 267 votants et 290 inscrits. Hallez siégea au centre, vota pour le gouvernement et soutint, obscurément d'ailleurs, le ministère Molé.
Il obtint sa réélection le 2 mars 1839, par 211 voix (232 votants), puis le 9 juillet 1842 par 208 voix (225 votants, 298 inscrits). Durant ses mandats, il soutient les demandes catholiques de construction et de rénovation d'églises ou tel ou tel prêtre sollicitant une subvention, n'hésitant pas lui-même à accorder de nombreux dons à l'église. On lit dans une Biographie des députés de 1839 :« M. Hallez peut bien être une célébrité à l'état-major du Carrousel, mais certes ce n'est pas une illustration législative. Il est député de 1837, et son nom n'a jamais retenti que dans l'appel nominal ».
Il mourut en 1844, pendant la session, et fut remplacé à la Chambre des députés par son fils Léonce.

### Vie familiale
Il épouse en 1811 Marie Camille, aînée des filles de Michel Marie Claparède, dont :
1. Philippe Marie Michel Joseph Amédée Hallez-Claparède (16 juin 1812 - Paris ✝ 24 août 1858 - Aix-les-Bains, mort en fonction), ancien élève de l'École polytechnique (1832), inspecteur des finances (1er mars 1848), en mission à Rome en 1853, conseiller général du Bas-Rhin, chevalier de la Légion d'honneur, il relève les noms, armes et titres des Claparède ; mort sans postérité ;
2. Xavier Alphonse Emmanuel Léonce Hallez-Claparède (17 juin 1813 - Paris ✝ 9 avril 1870 - Colmar), maître des requêtes au Conseil d'État, député du Bas-Rhin (1844-1848, 1852-1869), Chevalier de la Légion d'honneur, marié en 1844 avec Pauline Lavinie (fille de Jean Darriule (16 novembre 1774 - Arudy ✝ 5 septembre 1850), lieutenant-général, pair de France, grand officier de la Légion d'honneur), dont :

1. Philippe Raymond (16 janvier 1846 ✝ 22 janvier 1917), dernier de sa race.

Il se voit octroyer le titre de baron Hallez en 1814. 
La famille se voit autorisée en 1841 à porter le nom Hallez-Claparède.
Le baron Hallez épouse en secondes noces Jenny Lecamus (14 germinal an XI (4 avril 1803) - Moulignon (Seine-et-Marne) † 12 octobre 1838 - Paris), fille de Jean Lecamus, dit Camus (6 avril 1762 - Aubusson (Creuse) † 5 août 1846 - Andlau (Bas-Rhin)), baron de Moulignon et de l'Empire, général de brigade, maire de Saint-Fargeau-Ponthierry (1831), commandeur de la Légion d'honneur. Jenny était veuve de Jean-Pierre Abel-Rémusat.

## Fonctions
- Officier de cavalerie ;
- Inspecteur général des subsistances ;
- Général de brigade de la Garde nationale de Paris (après 1830) ;
- Député du 5e collège du Bas-Rhin (arrondissement de Sélestat, 4 novembre 1837, 2 mars 1839, 9 juillet 1842).

## Titres
- 1er baron Hallez et de l'Empire :
  - « 21 février 1814 : Lettres patentes portant collation du titre de Baron en faveur de M. Philippe-Christophe Hallez, propriétaire dans le département du Bas-Rhin, avec établissement de majorat, dont la dotation consiste en trois inscriptions, cinq pour cent, portées au nom de l'impétrant sur le Grand-Livre de la Dette publique, immobilisées, et faisant ensemble 6 000 francs de rente. »[2]

## Armoiries
« Armes de Baron de l'Empire : Écartelé : au 1, d'or, à la bande d'azur, chargée de trois étoiles du champ ; au 2, du quartier des Barons Membres du Collège électoral ; au 3, d'argent, à une quintefeuille de gueules; au 4, d'azur, au lion d'or. »

« Armes des Hallez-Claparède : Coupé : au 1, parti : a. du quartier des Comtes militaires de l'Empire ; b. de gueules à trois étoiles d'argent, rangées en pal ; au 2, d'argent, à un casque de sable, taré de front, double de gueules, sommé de trois plumes d'autruche du même et brochant sur deux rameaux de laurier de sinople, passés en sautoir. Supports : deux lions regardants d'or., »

## Hommages, Honneurs, Mentions, Distinctions...
- Commandeur de la Légion d'honneur[5].